# Taxillus wiensii
Taxillus wiensii es una especie de arbustos  perteneciente a la familia Loranthaceae. Es originaria del África tropical y Madagascar. Está considetada en peligro crítico de extinción.

## Descripción
Es un arbusto con tallos que alcanzan los 50 cm de largo; con ramas cilíndricas, con pelos marrones. Las hojas opuestas.

## Taxonomía
Taxillus wiensii fue descrita por  Balle ex Polhill y publicado en Mistletoes of Africa 219. 1998.